# Prison militaire de Kasapa
La prison militaire de Kasapa est un établissement pénitentiaire situé à Lubumbashi, dans la province du Haut-Katanga, en République démocratique du Congo. Il s'agit de l'une des principales prisons du pays et la plus importante de la région du Katanga.

## Histoire
La prison de Kasapa a été construite pendant l'époque coloniale belge. Elle servait initialement de centre de détention pour les criminels de droit commun et les prisonniers politiques. Depuis l'indépendance du pays en 1960, elle a continué à fonctionner sous les différentes administrations congolaises, devenant un symbole du système carcéral du pays,.

## Conditions de détention
Comme de nombreuses prisons en République démocratique du Congo, Kasapa est régulièrement critiquée pour ses conditions de détention. La surpopulation est un problème majeur, avec une capacité largement dépassée par le nombre de détenus. Les infrastructures sont vétustes et l'accès aux soins médicaux est limité. De nombreux rapports d'ONG dénoncent des conditions de vie difficiles, notamment le manque de nourriture, d’hygiène et l’insuffisance des mesures de sécurité,,,.

## Évasions et incidents
La prison de Kasapa a été le théâtre de plusieurs évasions spectaculaires et de mutineries. En 2016, une évasion massive a eu lieu, impliquant plusieurs dizaines de détenus. En 2020, un autre incident majeur a été signalé, mettant en lumière les failles sécuritaires de l'établissement,.

## Rôle et réformes
Les autorités congolaises ont annoncé à plusieurs reprises des réformes visant à améliorer les conditions carcérales et la sécurité de la prison de Kasapa. Cependant, les progrès restent limités en raison du manque de financements et de la corruption généralisée dans le système judiciaire et pénitentiaire du pays,.